# フセヴォロド・ムスチスラヴィチ (ヴォルィーニ公)
フセヴォロド・ムスチスラヴィチ（ロシア語: Всеволод Мстиславич、1155年以降 - 1195年）は、ヴォルィーニ公ムスチスラフの子、ロマンの弟にあたる人物である。ベルズ公（在位：1170年 - 1195年）。ヴォルィーニ公（在位：1188年）。聖名はドミトリー。

## 生涯
父の死後、ロマンがヴォルィーニ公を継ぎ、フセヴォロドら他の兄弟はヴォルィーニ公国の西部を分領公国として継いだ。（フセヴォロドはベルズ公、スヴャトスラフがベレスチエ公、ウラジーミルがチェルヴェン公。）また、フセヴォロドはおじであるルーツク公ヤロスラフの軍事行動に参加し、1170年代の最初にキエフで戦った。ヤロスラフは1174年よりキエフ大公となった。
2人の弟の死後、ベレスチエはヴォルィーニ公国の所有地(ru)から分離し、チェルヴェンスクはベルズ公国から分離した。1188年、ロマンの最初のガーリチからの撤退の後、フセヴォロドはルーシの伝統的な継承法(ru)に従ってヴォルィーニ公となった。この時ロマンはフセスラフを攻撃せずにヴォルィーニへ帰り、フセヴォロドはヴォルィーニ公国の首都のウラジーミルを強化した。その後の、ポーランド人の援助をもってヴォルィーニ公位を取り戻そうとするロマンの画策は不首尾に終わった。しかし、オーヴルチ公でロマンの義父にあたるリューリクと、共同統治をしていたキエフ大公スヴャトスラフが介入するや否や、フセヴォロドはヴォルィーニ公位を譲ることになった。
1199年、既にフセヴォロドは死去していたが、公位を求めるロマンによる2度目の紛争が起きた。しかし1188年に、短期間とはいえフセヴォロドがヴォルィーニ公の座にあったことで、フセヴォロドの子たちはクニャージ・イズゴイ（継承権を持たない公）とはならずにすんでいた。よって1205年にロマンが死去した後に、ロマンの若い子たちよりも優先して、フセヴォロドの子がヴォルィーニ公位を正式に請求することができた。

## 妻子
妻の名は不明である。子には以下の人物がいる。
- アレクサンドル - ベルズ公、ヴォルィーニ公。
- フセヴォロド(ru) - ベルズ公、チェルヴェン公。